# Bjåsta en Vade
Bjåsta en Vade (Zweeds: Bjåsta och Vade) is een småort in de gemeente Nordanstig in het landschap Hälsingland en de provincie Gävleborgs län in Zweden. Het småort heeft 71 inwoners (2005) en een oppervlakte van 29 hectare. Eigenlijk bestaat het småort uit twee plaatjes: Bjåsta en Vade.